# Испанские сказки
Испанские народные сказки – сказки, сформировавшиеся на территории Испании, часть фольклора Испании. Претерпели серьезное влияние арабской культуры с VIII по  XV века. Многие арабские сказки, в свою очередь, были адаптацией персидских и индийских сюжетов, которые узнаваемы в народных сказках, собранных фольклористами в XIX веке. По сравнению с другими европейскими странами, в Испании интерес к народным сказкам возник поздно.

## История
До XIV века в Испании имели хождение рукописи, в которых содержатся поучительные истории, например, исп. Disciplina Clericalis Педро Альфонсо. Сам король Альфонсо X Мудрый перевел на испанский Панчатантру. Во второй половине XIV века появляется анонимный перевод «Басен» Одо из Черитона, который был назван «Книга котов». В XVI веке появляются такие авторы, как  Мельчор де Санта Крус и Хуан де Тимонеда, чей сборник сказок, притч и анекдотов «Сладкие яства, или Отрада путников» (1563) (исп. Sobremesa y alivio de caminantes) пользовался большой популярностью.
В XVIII и XIX веках интерес к сказкам вырос, хотя сборников по-прежнему мало. В XIX веке начинается фольклорно-костумбристский этап изучения народных сказок. С этим этапом связано имя Фернана Кабальеро (псевдоним женщины-писателя   Сесилии Бёль де Фабер). Она собирает и адаптирует народные сказки, публикуя сборники для детей. Самый полный из них – «Народные и детские сказки, поговорки, загадки и пословицы».
Следующий, фольклорно-позитивистский этап, связывают с творчеством Антонио Мачадо и Альвареса. В его «Библиотеке народных традиций» выходят 44 сказки из разных регионов Испании. В испанской культурной среде возникает серьезный интерес к исследованию и сбору фольклорного творчества, что позволило перейти к следующему этапу – фольклорно-филологическому в  20-е годы XX века. Важными представителями этого этапа стали лингвисты  Аурелио М. Эспиноса старший и его сын, Аурелио Эспиноса младший, которые сделали попытку систематизировать собранный материал, сравнивая тексты и мотивы народных сказок. В XX веке выходит множество сборников по отдельным регионам Испании.

## Испанские сказки в России
В России за последние годы вышло несколько сборников испанских народных сказок:
- Птица-правда. Испанские и португальские народные сказки, сост. Туберовский М., 1971. 240 с.
- «исп. Las tres naranjas del amor. Cuentos españoles populares / Три апельсина любви. Испанские народные сказки». Антология. Сост. Наталья Малиновская, Радуга, 2002,  ISBN 5-05-005494-X; 384 с.
- Зеленая Роза, или Двенадцать вечеров, Сост. Наталья Малиновская, Летний сад, 2002, ISBN 5943810498; 280 c.[4]